# Mag Garden
K.K. Mag Garden (jap. 株式会社 マッグガーデン Kabushiki-gaisha Maggu Gāden, englisch Mag Garden Corporation) ist ein japanischer Manga-Verlag, der sich auch an der Produktion von Manga-Adaptionen wie Animes und Realverfilmungen beteiligt. Er wurde 2001 von Yoshihiro Hosaka mit der Unterstützung von Künstlern gegründet, die zuvor für Enix tätig waren. Seit 2007 gehört das Unternehmen nach einem Zusammenschluss mit dem Anime-Studio Production I.G zur Gruppe IG Port, die auch die beiden Animationsstudio Signal.MD und Wit Studio dazugehören.

## Geschichte
Der Verlag wurde am 5. Juni 2001 von Yoshihiro Hosaka. Er war zuvor bei Enix Redakteur. Das Unternehmen startete als Ableger von Enix. Als die Mutter jedoch 2003 mit Square fusionierte, spalteten sich in Mag Garden die Gegner der Fusion von Enix ab und einige der Künstler folgten ihnen, deren Serien von da an bei Mag Garden weiter verlegt wurde. Dem folgten zunächst Streitigkeiten um die Rechte an den Mangaserien, Schließlich durften die zuvor bei Enix erschienenen Serien bei Mag Garden nur unter neuen Titeln fortgesetzt werden.
2007 schloss sich der Verlag mit dem Studio Production I.G zusammen und gehört seit dem zur Holding IG Port. Mag Garden hatte bereits mehrfach mit Production I.G an Projekten zusammengearbeitet, die sich über Manga und Anime erstreckten. Bereits vor dem Zusammenschluss besaß Production I.G 15 % der Anteile an Mag Garden und war damit der zweitgrößte Anteilseigner.

## Magazine (Auswahl)
Printmedium
- Monthly Comic Garden

Online
- Monthly Comic Avarus (Comic Blade Avarus, bis 2014 als Printmedium)
- Monthly Comic Blade (Comic Blade Avarus, bis 2014 als Printmedium)
- Eden
- Web Comic Beat’s

eingestellt
- Comic Blade Masamune
- Comic Blade Brownie
- Comic Blade Gunz
- Comic Blade Zebel